# Arantia retinervis
Arantia retinervis är en insektsart som beskrevs av Karsch 1889. Arantia retinervis ingår i släktet Arantia och familjen vårtbitare. Inga underarter finns listade i Catalogue of Life.